# DeAngelo-Gletscher
Der DeAngelo-Gletscher ist ein Gletscher im Norden des ostantarktischen Viktorialands. Er fließt in den Admiralitätsbergen von den Hängen des Mount Robinson in südwestlicher Richtung zum Moubray-Gletscher, den er südlich des Mount Ruegg erreicht.
Der United States Geological Survey kartierte ihn anhand eigener Vermessungen und Luftaufnahmen der United States Navy aus den Jahren von 1960 bis 1963. Das Advisory Committee on Antarctic Names benannte ihn 1964 nach Airman First Class Richard J. DeAngelo von der United States Air Force, der am 15. Oktober 1958 gemeinsam mit fünf weiteren Besatzungsmitgliedern beim Absturz einer Douglas C-124 Globemaster II am Kap Roget im Rahmen einer Operation Deep Freeze ums Leben kam.